# 日就
日就（にちじゅ、永禄10年（1567年） - 寛永9年2月21日（1632年4月10日））は、日蓮正宗総本山大石寺第16世法主。

## 略歴
- 永禄10年（1567年）10月、長谷川五郎左衛門入道善光を父として誕生。
- 慶長10年（1605年）、江戸上野に常在院（後の池袋常在寺）を創す（開基檀那は細井治良左衛門）。
- 慶長12年（1607年）3月、15世日昌より法の内付を受ける。
- 元和8年（1622年）4月23日、大坊に入る。16世日就として登座。
- 寛永9年（1632年）1月、江戸法詔寺において法を17世日精に付嘱す。
- 寛永9年（1632年）2月21日、66歳で死去した。